# Robot War
Série
Transmorphers: Fall of Man
(2009)
Pour plus de détails, voir Fiche technique et Distribution.
Robot War (Transmorphers) est un film de science-fiction américain sorti directement en DVD le 26 juin 2007, réalisé et écrit par Leigh Scott au sein du studio The Asylum. Ce film est un mockbuster du film Transformers.

## Synopsis
En 2009, la Terre est attaquée par des robots géants extraterrestres : les Z-bots. Ils prennent le contrôle de la Terre en modifiant le climat, provocant des pluies constantes obscurcissant le ciel. Les humains supposent que ces robots sont pilotés par des extraterrestres. Ils sont contraints de se réfugier sous terre. Plus de trois cents ans plus tard, de nombreuses générations d'humains ont vécu sous terre. Un petit groupe de rebelles humains décide de reconquérir la Terre et de chasser les envahisseurs. Les rebelles découvrent que ce qu'ils croyaient était faux, il n'y a pas d'extraterrestres aux commandes des robots.
Pour étudier et comprendre les capacités de fonctionnement des Z-bots, une patrouille dirigée par le lieutenant Blackthorn, est envoyée pour en capturer un. La patrouille tombe dans une embuscade tendue par plusieurs robots. Les soldats constatent que les certains robots peuvent se camoufler dans le terrain en prenant l'apparence d'objets communs. Les systèmes de détection humains sont leurrés et ne parviennent pas à les détecter. Les robots sont aussi capables de lire dans l'esprit des humains et ainsi savoir leurs plans de bataille. La patrouille de Blackthorn est anéantie.
La générale Van Ryberg (Eliza Swenson (en)) et ses officiers décident d'envoyer une autre patrouille pour tenter de capturer un robot. Van Ryberg souhaite confier la direction de cette nouvelle patrouille à Warren Mitchell. certains officiers contestent sa décision. Mitchell et son bras droit Itchy (Griff Furst) sont en congélation cryogénique. Ils ont été condamnés par une cour martiale pour insubordination et avoir tué leur officier il y a cinq ans. Mitchell est heureux d'être réintégré dans ses fonctions. Il est contrarié d'apprendre que son amoureuse de l'époque, Karina Nadir (Amy Weber), pilote de chasse, est maintenant mariée à la générale Van Ryberg.

## Fiche technique
- Titre : Robot War
- Titre original : Transmorphers
- Réalisation : Leigh Scott
- Scénario : Leigh Scott
- Sociétés de production : The Asylum
- Musique : Chris Ridenhour et Eliza Swenson (en) (sous son pseudonyme Victoria Mazze)
- Montage : Kristen Quintrall et Leigh Scott
- Pays d'origine :  États-Unis
- Langue de tournage : anglais
- Format : couleurs
- Genres : Action, science-fiction et thriller
- Durée : 85 minutes
- Dates de sortie : 
  -  États-Unis : 26 juin 2007
  -  France : 2 mars 2010

## Distribution
- Amy Weber : Karina Nadir
- Kristen Quintrall : Ursa
- Griff Furst : Itchy
- Eliza Swenson (en) : la générale Van Ryberg
- Matthew Wolf : Warren Mitchell
- Shaley Scott : Xandria Lux
- Michael Tower : Dr Voloslov Alextzavich
- Sarah Hall : Blair
- Erin Evans : Suzy (créditée Erin Sullivan)
- Noel Thurman : la présidente
- Troy Thomas : Clinton
- Dennis Kinard : Jackson
- Jason S. Gray : Otto
- Elissa Dowling : Dr Taddish
- Jessica Bork : Bowers
- Thomas Downey : Blackthorn
- Joseph Cornell : Joe
- Dane Rosselli : Raphael
- Sofie Norman : Rand
- Monique La Barr : Reitcha
- David Shick : Riley
- Shane Lenzen-O'Connell : Taylor (crédité Shane Lenzen)
- Marat Glazer : le Général Veers
- Elodie Hara : Tushinski
- Danae Nason : Madine
- Eric La Barr : Evans
- Josh Foster : Ginger
- Leigh Scott : le général Sabir
- Jeff Denton : McGuire
- Colin Dunlap : Bear

### Version française
- Société de doublage : NDE Production
- Direction artistique : Antony Delclève
- Adaptation des dialogues : Frédéric Alameunière
- Enregistrement et mixage :

## Production

### Lieux de tournage
Le film a été tourné à Los Angeles en Californie.

## Autour du film

### Suite
Une suite intitulée Transmorphers: Fall of Man est sortie en 2009.